# Mazamitla
Mazamitla è un comune del Messico, situato nello stato di Jalisco.